# Erasmus Bielfeldt
Erasmus Bielfeldt (né en 1682 probablement à Stade, mort le 19 octobre 1753) est un facteur d'orgue allemand du XVIIe siècle.

## Biographie
Il a d'abord travaillé à Celle et à Brème. Peut-être a-t-il été élève d'Arp Schnitger ce qui à ce jour n'est pas documenté. Ses dispositions ressemblent à celle de Schnitger mais ne présentent pas de dos positifs.
On sait qu'il a travaillé de 1707 à 1715 auprès de Matthias Dropa à Lunebourg où il a épousé Anna Maria Roden en 1707. Il est retourné à Stade vers 1730 et s'y est installé. Il a été essentiellement actif dans la région entre l'Elbe et la Weser.
Son œuvre la plus connue est peut-être l'orgue de St. Wilhadi (Stade) (de) qu'il a terminé en 1736. En tout il a construit huit orgues dont celui de l'église St. Willehadi à Osterholz-Scharmbeck (1734).

## Réalisations
| Année      | Lie           | Église              | Photo | Clavier | Registre | Remarques                                                                                           |
| ---------- | ------------- | ------------------- | ----- | ------- | -------- | --------------------------------------------------------------------------------------------------- |
| 1720       | Müden (Aller) | St. Petri           |       |         |          | Création (?)                                                                                        |
| 1730–31    | Oldendorf     | Église Saint-Martin |       | II/P    | 13       | 1981 Création de Rudolf Janke derrière le buffet conservé.                                          |
| 1728–33    | Bremervörde   | St. Liborius        |       | II/P    | 25       | Buffet conservé sous forme modifiée; Tuyauterie de Gebr. Hillebrand (1962–63); aujourd'hui III/P/32 |
| 1731–35    | Stade         | St. Wilhadi         |       | III/P   | 40       | Création; largement préservé.                                                                       |
| 1731–34/45 | Scharmbeck    | St. Willehadi       |       | II/P    | 23       | Création; largement conservé → Orgue de St. Willehadi à Osterholz-Scharmbeck.                       |

1728–48 il mène à bien des réparations sur plusieurs orgues à Brème.